# 로버트 라이트

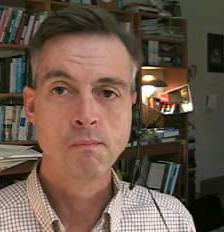
로버트 라이트

로버트 라이트(1957년 1월 15일 ~)는 과학, 역사, 정치 및 종교 분야의 미국인 기자이자 작가다. 그는 아인슈타인의 종교관을 분석한 '세 과학자와 그들의 신', '정보 시대의 의미 찾기' (1988), '도덕적 동물' (1994), 'Nonzero' (인간 운명의 논리. 1999), '신의 진화' (2009), '불교는 왜 진실인가' (2017)를 저술했다. 2019년 라이트는 뉴욕의 Union Theological Seminary에서 종교과학 방문 교수로 재직 중이다. 그는 Bloggingheads.tv와 Meaningoflife.tv의 공동창립자이자 편집장이다.

## 생애
라이트는 오클라호마주 로턴에서 남부 침례교 가족에게 태어나 샌프란시스코에서 자랐다. 라이트는 1970년대 후반 1년 동안 텍사스 기독교대학에 다녔으며 프린스턴 대학으로 편입하여 국제관계학과, 사회생물학을 전공했다. 그의 대학 교수인 작가 존 맥피의 가르침은 라이트의 첫 번째 책인 '세명의 과학자와 그들의 신들'에 모티브가 되었다.

## 방송
그렉 딩글과 함께 Meaningoflife.tv를 설립했고, 라이트가 직접 저명한 철학자들과 과학자들을 인터뷰했다. 대니얼 데닛, 존 메이너드 스미스, 스티븐 핑커, 존 폴킹혼, 프랜시스 후쿠야마가 출연했다.

## 종교에 대한 견해
라이트는 종교 주제, 특히 '신'이라는 개념의 역사와 진화에 관해 광범위하게 글을 썼다. 2009년 빌 모이어스가 신은 인간의 상상속에서만 존재하는 것인지에 대해 물었을 때 라이트는 다음과 같이 대답했다.
| “ | 나는 그렇게 말할 것입니다. 신이 인간의 상상이 낳은 것이라고 할 지라도, 신에 대한 인간의 생각은 계속 진화해 왔으며 이를 통해 인류는 궁극적인 목적과 의미에 더욱 다가갈 수 있었습니다. 인류는 진화의 시작부터 인과 관계의 근원을 상상하기 시작했습니다. 사람들은 뭔가가 일어나는 데는 뭔가가 그 배후에 있기 때문이라고 생각했습니다. 홍적세의 무당들이 보여준 영적 체험은 오늘날에 불교 승려가 보더라도 신성하거나 신에 대한 유효한 이해라고 말할 것입니다. 하지만 대체로 위정자들은 종교를 대중을 통제하는데 사용하기 위한 이야기를 꾸며내었습니다. | ” |

콜버트 보고서에서 라이트는 자신이 무신론자가 아니라 유대교, 이슬람교, 기독교 등 아브라함 계통의 종교를 믿지 않는다고 말했다. 그는 창조과학론을 포함한 창조론에 반대한다. 라이트는 자연선택에 대해 엄격하게 유물론적 개념을 가지고 있다. 그러나 그는 자연 선택이 그 자체로 설계의 산물이 될 수 있다는 목적론에 기반한 주장을 부정하지는 않는다. 라이트는 "인류가 생각하는 하나님의 기분은 계속 바뀌어왔다"라고 주장하며, 종교는 엄격하고 경전적인 해석보다는 문화의 정치적, 경제적, 사회적 맥락에서 이해하여야한다고 말한다.
라이트는 또한 조직적 무신론에 비판적이며 세속적 인본주의자라고 자신을 소개한다. 그는 나쁜 종교와 올바른 종교가 구별될 수 있다고 말하며, 나쁜 영향이 좋은 영향보다 훨씬 크다는데 동의하지 않는다. 그는 조직적 무신론이 대중들에게 특정 생각을 강요하는 것은 역사상 많은 종교가 강압적으로 사람들을 개종 시킨 것과 다르지 않다고 본다. 종교를 오늘날의 모든 문제의 근본 원인으로 생각하는 것은 비생산적이라는 것이다.
불교는 왜 진실인가에서 그는 마음챙김 명상과 같은 세속적이고 서구화 된 불교 양식을 옹호하며, 환생과 같은 초자연적 현상에 대한 믿음을 근거로한 종교를 반대한다. 그는 인간의 고통의 원인에 대한 불교의 진단은 진화생물학과 진화심리학에 의해 입증된다고 믿는다. 그는 또한 마음모듈이론이 시사하는 바는 불교의 가르침 중 무아론과 유사하다고 주장한다.